# Cantón de Château-la-Vallière
El cantón de Château-la-Vallière era una división administrativa francesa, que estaba situada en el departamento de Indre y Loira y la región de Centro-Valle de Loira.

## Composición
El cantón estaba formado por quince comunas:
- Ambillou
- Braye-sur-Maulne
- Brèches
- Channay-sur-Lathan
- Château-la-Vallière
- Couesmes
- Courcelles-de-Touraine
- Hommes
- Lublé
- Marcilly-sur-Maulne
- Rillé
- Saint-Laurent-de-Lin
- Savigné-sur-Lathan
- Souvigné
- Villiers-au-Bouin

## Supresión del cantón de Château-la-Vallière
En aplicación del Decreto nº 2014-179 de 18 de febrero de 2014, el cantón de Château-la-Vallière fue suprimido el 22 de marzo de 2015 y sus 15 comunas pasaron a formar parte del nuevo cantón de Langeais.